# اوروپورفیرینوژن-3 دکربوکسیلاز
اوروپورفیرینوژن-۳ دکربوکسیلاز (انگلیسی: Uroporphyrinogen III decarboxylase) یک آنزیم است که در انسان از روی ژن UROD ساخته می‌شود.

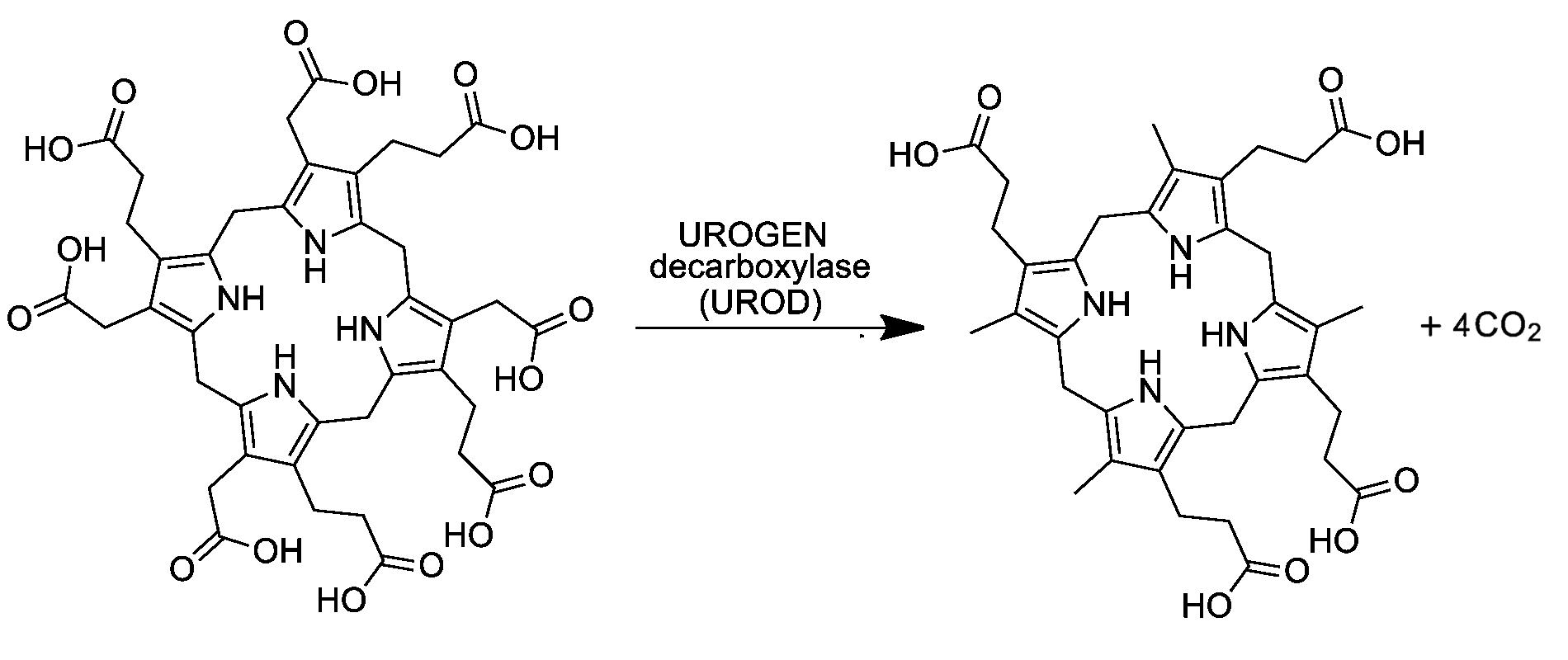
مرحله ۵ بیوسنتز هم

اوروپورفیرینوژن-۳ دکربوکسیلاز یک آنزیم همودیمریک است که مرحله ۵ بیوسنتز هم را کاتالیز می‌کند. در این مرحله ۴ گروه کربوکسیل از ۴ استات اطراف اوروپورفیرینوژن-۳ جدا شده و اوروپورفیرینوژن-۳ به کوپروپورفیرینوژن-۳ تبدیل می‌شود.